# Educación Secundaria Básica
Educación Secundaria Básica es el nombre de la secundaria, dictado por la Ley Nacional de Educación Nacional en Argentina, aplicado desde marzo de 2007, en varias provincias argentinas, entre ellas, Buenos Aires y Santa Fe. Básicamente consta del penúltimo ciclo, de tres años de duración, de la escolaridad obligatoria, y es el sistema sucesor de la EGB 3, que pasó a abarcar los 5.º y 6.º años de escolaridad (Educación General Básica).

## Secundaria
La educación secundaria básica se desglosa de la siguiente manera:
- 1.º Año:Equivale a 7.º grado de la EGB Tradicional y 7.º grado del Primario Tradicional
- 2.º Año: Equivale a 8.º grado de la EGB Tradicional, y al 1.º Año de la Secundaria Tradicional
- 3.º Año: Equivale a 9.º grado de la EGB Tradicional, y al 2.º Año de la Secundaria Tradicional y así sucesivamente.

Al terminar el ciclo de Educación Secundaria Básica, el alumno pasa a la Educación Secundaria Superior, y no se le otorga ningún título intermedio hasta que finalice por completo sus estudios secundarios.
- Datos: Q5819892